# Canon EOS 30D
La Canon EOS 30D è una fotocamera reflex digitale (DSLR) prodotta dalla Canon, annunciata il 21 febbraio 2006. Succede la EOS 20D e precede la EOS 40D.

## Caratteristiche
La EOS 30D (da non confondere con la EOS D30) ha un sensore CMOS da 8,2 milioni di pixel, lo stesso della precedente 20D, ma si differenzia per un display posteriore più grande (due pollici e mezzo) e dotato di una maggiore risoluzione. Ha una velocità di scatto di 5 fotogrammi/secondo e un sistema autofocus (AF) a 9 punti.